# Campeonato de Wimbledon 1954
La edición 68.º del Campeonato de Wimbledon se celebró entre el 21 de junio y el 2 de julio de 1954 en las pistas del All England Lawn Tennis and Croquet Club de Wimbledon, Londres, Inglaterra.
El cuadro individual masculino lo iniciaron 128 jugadores mientras que el femenino lo iniciaron 96 tenistas.

## Hechos destacados
En la competición individual masculina se impuso el egipcio Jaroslav Drobný logrando el único título que obtendría en el torneo al imponerse en la final al australiano Ken Rosewall.
En la competición individual femenina la victoria fue para la estadounidense Maureen Connolly logrando el último título que obtendría en Wimbledon al imponerse a la estadounidense Louise Brough.

## Palmarés
| Seniors              | Vencedor                              | Resultado     | Finalista                            | Finalista |
| -------------------- | ------------------------------------- | ------------- | ------------------------------------ | --------- |
| Individual masculino | Jaroslav Drobný                       | 6–3, 7–5, 6–1 | Ken Rosewall                         |           |
| Individual femenino  | Maureen Connolly                      | 6-3, 6-1      | Louise Brough                        |           |
| Dobles masculino     | Rex Hartwig Mervyn Rose               | 7–5, 6–4, 6–3 | Vic Seixas Tony Trabert              |           |
| Dobles femenino      | Louise Brough Margaret Osborne duPont | 7–5, 6–1      | Shirley Fry Doris Hart               |           |
| Dobles mixto         | Doris Hart Vic Seixas                 | 8–6, 2–6, 6–3 | Margaret Osborne duPont Ken Rosewall |           |